# Liceo Naval Militar Capitán de Fragata Carlos María Moyano
El Liceo Naval Militar «Capitán de Fragata Carlos María Moyano» fue una escuela militar de la Armada Argentina que funcionó entre 1981 y 1996 en la ciudad de Necochea, provincia de Buenos Aires.
Carlos María Moyano fue un militar y explorador argentino que contribuyó a la exploración de la Patagonia argentina y fue el primer gobernador del territorio nacional de Santa Cruz en 1884.
En 1996, la Armada llevó a cabo una serie de medidas por límites presupuestarios. Una de ellas fue el cierre del LNM «Capitán de Fragata Carlos María Moyano», al igual que el LMN «Doctor Don Francisco de Gurruchaga» de Salta.